# Religia w województwie dolnośląskim
Religia w województwie dolnośląskim – artykuł zawiera listę kościołów i związków wyznaniowych działających na terenie województwa dolnośląskiego.

## Katolicyzm

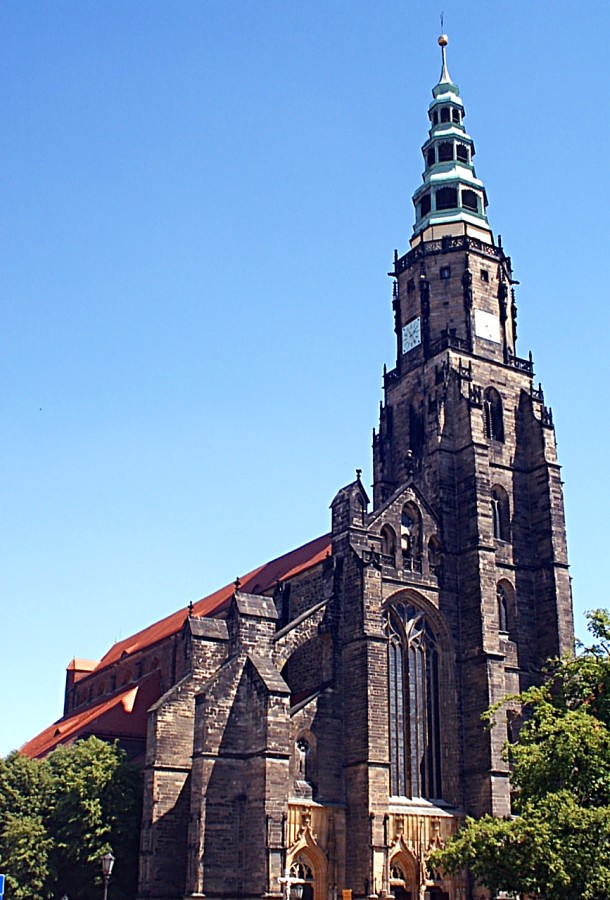
Katedra św. Stanisława i św. Wacława w Świdnicy

### Kościół rzymskokatolicki
Obrządek łaciński
- Metropolia poznańska
  - Diecezja kaliska (część) – dekanaty: Syców (część); Twardogóra (część); Zduny (część)
- Metropolia szczecińsko-kamieńska
  - Diecezja zielonogórsko-gorzowska (część) – dekanaty: Głogów – NMP Królowej Polski; Głogów – św. Mikołaja; Sława (część); Szprotawa (część); Zielona Góra – Podwyższenia Krzyża Świętego (część)
- Metropolia wrocławska
  - Archidiecezja wrocławska – dekanaty (część): Borów; Brzeg Dolny; Góra Śląska (wschód); Góra Śląska (zachód); Jelcz-Laskowice; Kąty Wrocławskie; Miękinia; Milicz; Oleśnica Śląska (wschód) (część); Oleśnica Śląska (zachód); Oława; Prusice; Sobótka; Strzelin; Środa Śląska; Trzebnica; Wiązów; Wołów; Wrocław (Katedra); Wrocław (Krzyki); Wrocław (południe); Wrocław (północ I – Osobowice); Wrocław (północ II – Sępolno); Wrocław (północ III – Psie Pole); Wrocław (Śródmieście); Wrocław (wschód); Wrocław (zachód – Leśnica); Wrocław (zachód I – Kozanów); Ziębice
  - Diecezja świdnicka – dekanaty: Bielawa; Bolków; Bystrzyca Kłodzka; Dzierżoniów; Głuszyca; Kamieniec Ząbkowicki; Kłodzko; Kudowa-Zdrój; Lądek-Zdrój; Międzylesie; Nowa Ruda; Nowa Ruda – Słupiec; Piława Górna; Polanica-Zdrój; Strzegom; Świdnica Śląska (wschód); Świdnica Śląska (zachód); Świebodzice; Wałbrzych (południe); Wałbrzych (północ); Wałbrzych (zachód); Ząbkowice Śląskie (południe); Ząbkowice Śląskie (północ); Żarów
  - Diecezja legnicka – dekanaty: Bogatynia; Bolesławiec Wschód; Bolesławiec Zachód; Chocianów; Chojnów; Gryfów Śl.; Jawor; Jelenia Góra Wschód; Jelenia Góra Zachód; Kamienna Góra Wschód; Kamienna Góra Zachód; Legnica Katedra; Legnica Wschód; Legnica Zachód; Leśna; Lubań; Lubin Wschód; Lubin Zachód; Lwówek Śl.; Mysłakowice; Nowogrodziec; Polkowice; Prochowice; Szklarska Poręba; Ścinawa; Świerzawa; Węgliniec; Zgorzelec; Złotoryja

Obrządek bizantyjsko-ukraiński
- Eparchia wrocławsko-gdańska
  - Dekanat wrocławski (część) – parafie: Chobienia; Jelenia Góra; Legnica; Lubin; Oleśnica; Oława; Patoka; Środa Śląska; Wałbrzych; Wołów; Wrocław; Zamienice
  - Dekanat zielonogórski (część) – parafie: Głogów; Guzice; Przemków

### Kościół Polskokatolicki
- Diecezja wrocławska
  - Dekanat dolnośląski (część) – parafie: Boguszów-Gorce; Duszniki-Zdrój[1]; Jelenia Góra; Świdnica; Wałbrzych; Wrocław; Ząbkowice Śląskie[2]

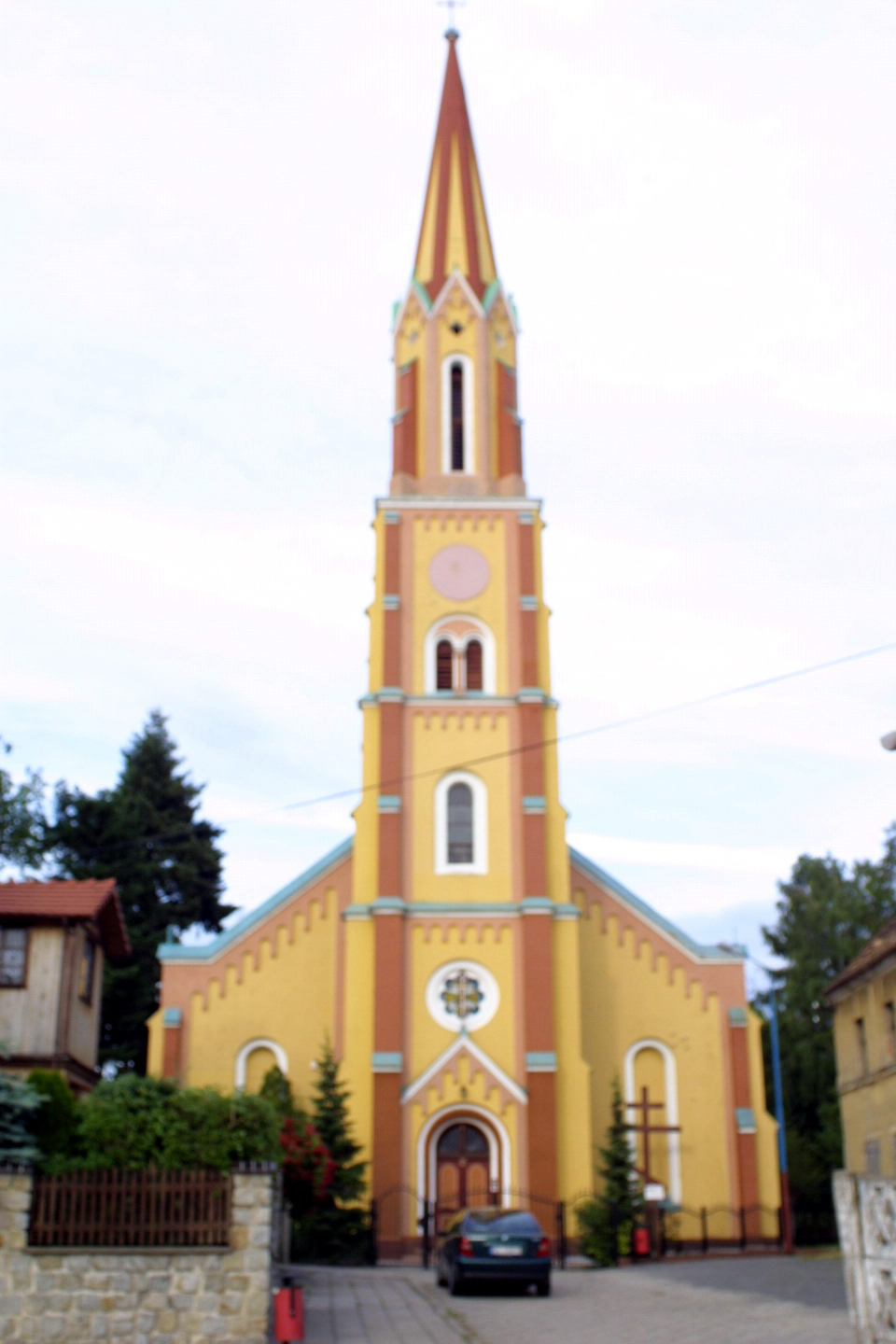
Cerkiew prawosławna św. Michała Archanioła w Przemkowie

### Kościół Starokatolicki
- Parafia: Wojcieszów

### Polski Narodowy Katolicki Kościół w RP
- Parafia: Kamienna Góra; Lubawka[3]

### Katolicki Kościół Narodowy w Polsce
- Parafia: Milicz[4]

## Prawosławie

### Polski Autokefaliczny Kościół Prawosławny
- Diecezja wrocławsko-szczecińska
  - Dekanat Wrocław (część) – parafie: Malczyce; Oleśnica; Samborz; Sokołowsko; Stary Wołów; Świdnica; Wałbrzych; Wrocław (3); Ząbkowice Śląskie; Żmigród
  - Dekanat Lubin – parafie: Głogów; Jelenia Góra (filia: Cieplice Śląskie-Zdrój[5]); Legnica; Lubin; Michałów; Rudna; Studzionki; Zgorzelec; Zimna Woda
  - Dekanat Zielona Góra (część) – parafie: Buczyna; Przemków[6]
- Prawosławny Ordynariat Wojska Polskiego – parafia: Wrocław[7]

## Protestantyzm
- Kościół Ewangelicko-Augsburski

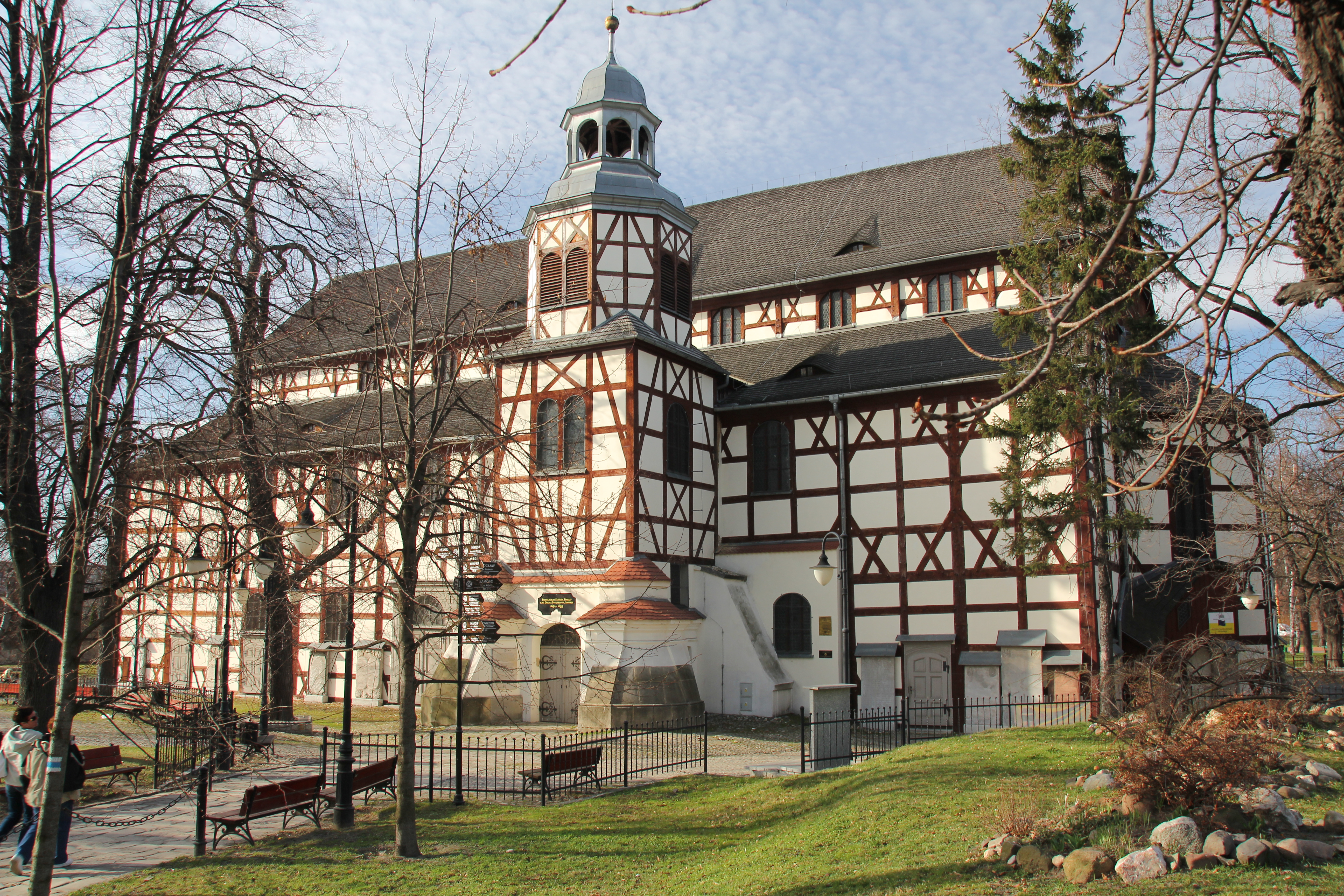
Kościół Pokoju w Jaworze
(ewangelicko-augsburski)

  - Diecezja wrocławska (część) – parafie: Jawor (filiał – Nowy Kościół), Jelenia Góra, Kamienna Góra, Karpacz, Kłodzko (filiały – Kudowa-Zdrój, Opolnica, Ząbkowice Śląskie), Legnica (filiały – Głogów, Lubin), Lubań (filiały – Bogatynia, Bolesławiec, Zgorzelec), Syców (filiały – Międzybórz, Stara Huta), Świdnica (filiały – Bielawa, Dzierżoniów), Wałbrzych (filiały – Kamienna Góra, Nowa Ruda), Wrocław (2) (filiał parafii polskojęzycznej – Oleśnica)
- Kościół Chrześcijan Baptystów – zbory: Głogów, Kłodzko, Lubin, Lwówek Śląski, Oława (placówka), Wałbrzych, Wołów, Wrocław, Ząbkowice Śląskie, Zgorzelec[8]
- Kościół Zielonoświątkowy – zbory: Bielawa, Bogatynia, Boguszów-Gorce, Bolesławiec, Dzierżoniów, Gryfów Śląski, Głogów (3), Janowice Wielkie, Jawor, Jelenia Góra, Kamienna Góra, Kudowa-Zdrój, Kłodzko, Legnica, Lubań, Lubin, Lwówek Śląski, Oleśnica, Oława, Pieszyce, Sobótka, Strzegom, Środa Śląska, Świdnica, Świebodzice, Świerzawa, Wałbrzych, Wrocław (2), Ząbkowice Śląskie, Zgorzelec[9]
- Chrześcijańska Wspólnota Zielonoświątkowa – zbory: Bystrzyca Kłodzka, Jawor, Kłodzko, Legnica, Lubin, Polkowice
- Kościół Wolnych Chrześcijan – zbory: Wrocław (2)
- Kościół Chrześcijan w Wałbrzychu – zbór: Wałbrzych
- Kościół Ewangelicznych Chrześcijan – zbór: Jelenia Góra
- Kościół Ewangelicko-Metodystyczny – parafie: Legnica, Ścinawka Średnia, Wrocław, Ząbkowice Śląskie[10]
- Kościół Ewangelicko-Reformowany – parafie: Kudowa-Zdrój, Strzelin, diaspora we Wrocławiu[11]
- Kościół Adwentystów Dnia Siódmego
  - zbory: Bolesławiec, Jelenia Góra, Legnica, Lubin, Świdnica, Wałbrzych, Wrocław, Ziębice
  - grupy: Lubań, Lwówek Śląski, Kłodzko
- Kościół Chrystusowy – zbory: Głogów, Wrocław
- Kościół Chrześcijan Wiary Ewangelicznej – zbory: Głogów, Jawor
- Kościół Boży w Chrystusie – zbory: Jelenia Góra, Jawor, Legnica, Lubań, Lubin, Strzelin
- Kościół Nowoapostolski – zbór: Jelenia Góra

## Restoracjonizm

### Świadkowie Jehowy
- 15 371 głosicieli (stan w 2011)[12]. W grudniu 2023 roku na terenie województwa znajdowały się miejsca zgromadzeń 131 zborów (w tym zbór angielskojęzyczny, cztery zbory i grupa rosyjskojęzyczna, dwa zbory i grupa ukraińskojęzyczna oraz zbór polskiego języka migowego)[13]
- 131 zbory korzystających z  Sal Królestwa: Bielawa (2), Bierutów, Bogatynia (2), Boguszów-Gorce, Bolesławiec (3), Bolków, Brzeg Dolny, Bystrzyca Kłodzka, Chocianów, Chojnów (2), Czerwona Woda, Dzierżoniów, Gęsiniec, Głogów (4), Głuszyca, Gryfów Śląski, Góra Śląska, Janowice Wielkie, Jasień, Jawor, Jaworzyna Śląska, Jedlina Zdrój, Jelcz-Laskowice (2), Jelenia Góra (6), Kamienna Góra, Karpacz, Kąty Wrocławskie, Kłodzko (2), Kowary, Kudowa-Zdrój, Legnica (6), Lubawka, Lubań (2), Lubin (5), Lubomierz, Lubsza, Lwówek Śląski, Mieroszów, Milcz (2), Mirsk, Nowa Ruda (2), Oborniki Śląskie, Oleśnica (3), Oława, Pieszyce, Polanica-Zdrój, Polkowice (2), Prochowice, Sobótka, Stronie-Lądek, Strzegom, Strzelin (2), Syców, Szczawno-Zdrój, Szczytna-Duszniki, Szklarska-Poręba, Środa Śląska, Świdnica (4), Świebodzice (3), Świerzawa, Trzebnica, Twardogóra, Wałbrzych (10), Wińsko, Wołów, Wrocław (25), Zawidów, Ząbkowice Śląskie (2), Zgorzelec (3), Ziębice-Paczków, Złotoryja, Żarów.

### Świecki Ruch Misyjny „Epifania”
- Zbory: Dzierżoniów; Wałbrzych; Wrocław[14]

### Kościół Jezusa Chrystusa Świętych w Dniach Ostatnich
- Zbory: Wrocław; Legnica; Zgorzelec

## Buddyzm

### Wadżrajana

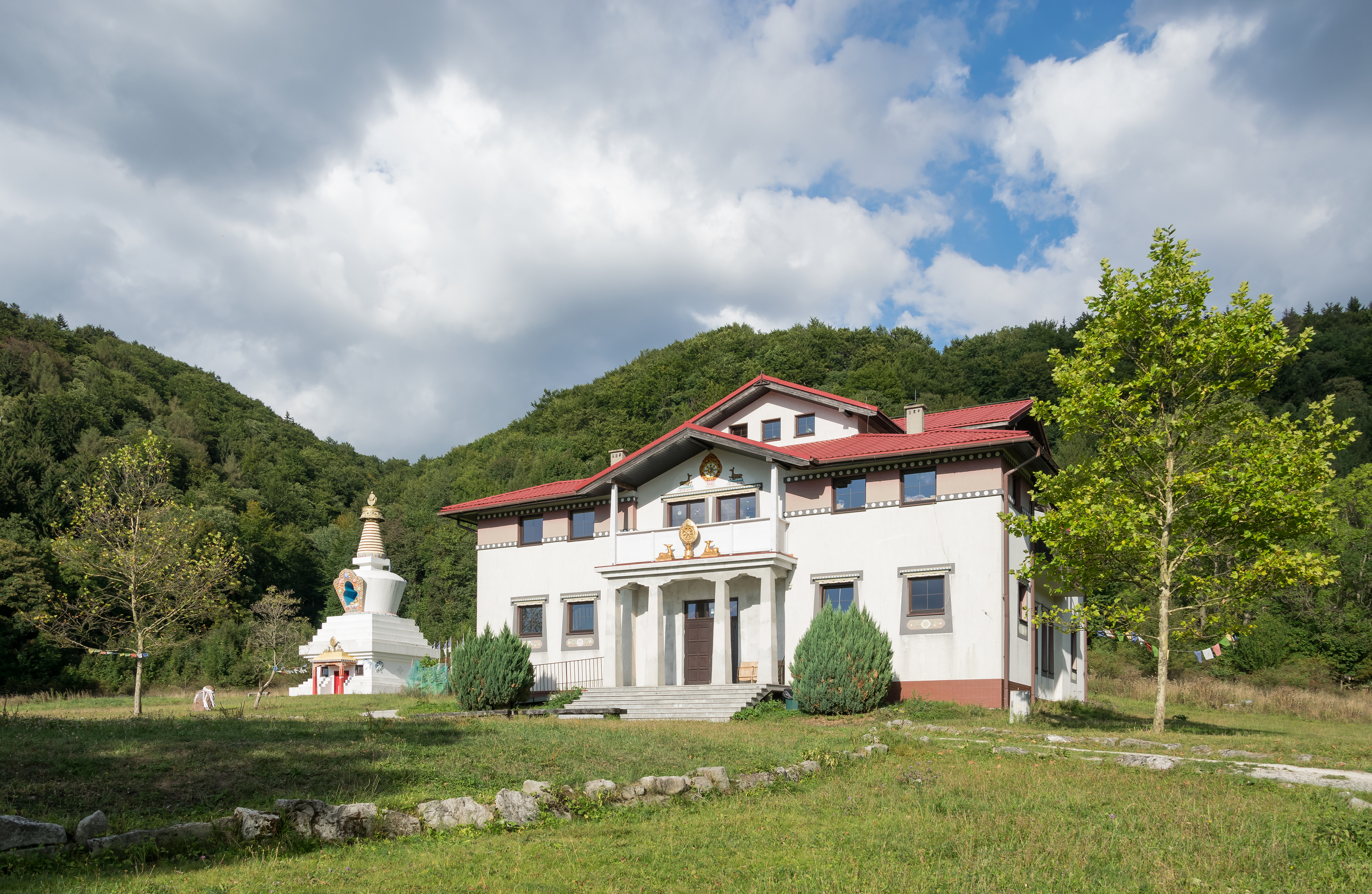
Gompa Drophan Ling w Darnkowie

- Buddyjski Związek Diamentowej Drogi Linii Karma Kagyu – ośrodki: Głogów; Jelenia Góra; Świebodzice; Wrocław
- Związek Buddyjski Tradycji Karma Kamtzang – ośrodki: Wałbrzych; Wrocław
- Drukpa Kagyu – ośrodek: Wrocław
- Związek Buddyjski Khordong – ośrodek: Wrocław
- Patrul Rinpocze – ośrodek: Wrocław

### Zen
- Szkoła Zen Kwan Um w Polsce – ośrodki: Wałbrzych; Wrocław
- Taego – grupa: Jelenia Góra
- Misja Buddyjska – ośrodek: Wrocław
- Sōtō – ośrodek: Wrocław
- Stowarzyszenie Buddyjskie Kanzeon Sangha – ośrodek: Wrocław
- Związek Buddystów Zen „Bodhidharma” – ośrodek: Wrocław

### Bön
- Związek Garuda w Polsce – ośrodek: Wrocław

## Judaizm
- Związek Gmin Wyznaniowych Żydowskich – gminy: Legnica; Wrocław

## Hinduizm
- Międzynarodowe Towarzystwo Świadomości Kryszny – ośrodki: Czarnów k. Kamiennej Góry; Wrocław

## Islam
- Muzułmański Związek Religijny – gmina: Wrocław
- Liga Muzułmańska w RP – gmina: Wrocław (Muzułmańskie Centrum Kulturalno-Oświatowe)

## Karaimizm
- Karaimski Związek Religijny – dżymat: Wrocław[15]